# Butterfly McQueen
Butterfly McQueen, nata Thelma McQueen (Tampa, 8 gennaio 1911 – Augusta, 22 dicembre 1995), è stata un'attrice statunitense. È nota per aver interpretato il personaggio di Prissy nel film Via col vento.

## Biografia
Butterfly McQueen nasce a Tampa nel 1911 con il nome di Thelma da uno stivatore, Wallace McQueen, e da una cameriera, Mary McQueen, tuttavia la famiglia resta poco in Florida e la loro figlia frequenta le scuole in parte in Georgia e in parte a New York. È nella Grande Mela che Thelma inizia a studiare danza, la sua bravura le fa guadagnare il nomignolo ovvero Butterfly (farfalla in italiano) che poi sostituirà il suo nome di battesimo anche legalmente.
La sua carriera inizia a Broadway dove lavora in diverse produzioni. Il suo esordio cinematografico avviene nel 1939, nel film Donne, dove fa solo una breve apparizione, senza venire nemmeno accreditata. Viene resa celebre dal personaggio della servetta svampita Prissy della protagonista Rossella O'Hara (Vivien Leigh), nel film Via col vento (1939), ruolo per cui l'attrice è maggiormente ricordata.
Il suo percorso cinematografico è ostacolato dal fatto di essere di colore, venendo infatti relegata solamente a ruoli marginali, il più delle volte a quello della domestica svampita e ingenua sullo stile di Prissy e che l'attrice ben presto si stanca di interpretare. Per cercare di guadagnare qualcosa in più, Butterfly deve arrangiarsi con altri mestieri, quali dama di compagnia o cameriera. Negli anni cinquanta la sua attività si dirada fino a interrompersi di fatto fino al 1974, anno in cui torna a lavorare per lo più in televisione. Ritorna un'ultima volta al cinema nel 1986, facendo una breve apparizione in Mosquito Coast.
Nel 1980 un controllore di bus la scambia per una ladra e la aggredisce fratturandole diverse costole, evento che le porterà un discreto risarcimento. Ormai anziana, si ritira dalle scene nel 1989. Butterfly McQueen vive gli ultimi anni ad Augusta, in Georgia, nell'anonimato e in condizioni economiche non eccessivamente floride.
Muore in un ospedale di Augusta il 22 dicembre 1995, a causa di un incendio divampato nella sua casa, partito dalla stufa a kerosene. L'attrice, riportando ustioni di terzo grado sul 70% del corpo, viene immediatamente trasportata in ospedale, ma i medici non riescono a salvarla. Secondo la polizia, accorsa sul luogo durante l'incendio, avendo Butterfly riempito la stufa di kerosene, il liquido si era incendiato e lei è stata avvolta dalle fiamme, poiché vicina alla stufa. Non potendo spegnere il fuoco, le fiamme si sono diffuse per tutta la casa. Il suo corpo è stato donato alla scienza.

## Filmografia
- Donne (The Women), regia di George Cukor (1939)
- Via col vento (Gone With the Wind), regia di Victor Fleming (1939)
- Con mia moglie è un'altra cosa (Affectionately Yours), regia di Lloyd Bacon (1941)
- Due cuori in cielo (Cabin in the Sky), regia di Vincente Minnelli (1943)
- Il signore in marsina (I Dood It), regia di Vincente Minnelli (1943)
- Fiamme a San Francisco (Flame on Barbary Coast), regia di Joseph Kane (1945)
- Il romanzo di Mildred (Mildred Pierce), regia di Michael Curtiz (1945)
- Duello al sole (Duel in the Sun), regia di King Vidor (1946)
- Killer Diller, regia di Josh Binney (1948)
- Amazing Grace, regia di Stan Lathan (1974)
- Mosquito Coast (The Mosquito Coast), regia di Peter Weir (1986)

## Doppiatrici italiane
Nelle versioni in italiano delle opere in cui ha recitato, Butterfly McQueen è stata doppiata da: 
- Zoe Incrocci in: Via col vento, Il romanzo di Mildred
- Giuliana Maroni in: Donne, Due cuori in cielo
- Rina Morelli in: Duello al sole
- Renata Marini: in Fiamme a San Francisco
- Laura Boccanera in: Via col vento (ridoppiaggio riedizione cinematografica 1977)